# Armentarana
Armentarana es un despoblado que actualmente forma parte del municipio de Laguardia, en la provincia de Álava, País Vasco (España).

## Toponimia
A lo largo de los siglos ha sido conocido con los nombres de Armentaran y Armentarana.

## Historia
Se despobló antes de 1427 cuando sus habitantes pasaron a poblar Laguardia.
Actualmente sus tierras son conocidas con el topónimo de Los Molinos.